# El Molí d'en Bach
El Molí d'en Bach és una obra d'Oristà (Lluçanès) inclosa a l'Inventari del Patrimoni Arquitectònic de Catalunya.

## Descripció
Edifici rectangular de petites diensions prop de la masia d'en Bach.
L'antic maolí està format de planta baixa i dos pisos amb teulada a dues vessants i el carener perpendicular a la façana principal. Hi ha poques obertures i quasi cap element decoratiu. A la part posterior se li afegí un cos rectangular de planta baixa i pis amb una galeria posterior.

## Història
El trobem citat al Nomenclàtor de la provincia de Barcelona, l'any 1860.